# Landkreis Ebern
Der Landkreis Ebern gehörte zum bayerischen Regierungsbezirk Unterfranken. Vor dem Beginn der bayerischen Gebietsreform am Anfang der 1970er Jahre umfasste der Landkreis 69 Gemeinden.

## Geographie

### Nachbarkreise
Der Landkreis grenzte 1972 im Uhrzeigersinn im Norden beginnend an den Kreis Hildburghausen im Bezirk Suhl der DDR, an die oberfränkischen Landkreise Staffelstein, Bamberg und die unterfränkischen Landkreise Haßfurt und Hofheim in Unterfranken.

## Geschichte

### Bezirksamt
Das Bezirksamt Ebern wurde im Königreich Bayern 1862 durch den Zusammenschluss der Landgerichte älterer Ordnung Baunach und Ebern gebildet.
Am 3. Oktober 1866 wechselten Gemeinden aus dem Bezirksamt Königshofen im Grabfeld ins Bezirksamt Ebern.

### Landkreis
Am 1. Januar 1939 wurde die reichseinheitliche Bezeichnung Landkreis eingeführt. So wurde aus dem Bezirksamt der Landkreis Ebern.
Der Landkreis Ebern mit dem Verwaltungszentrum Ebern wurde im Rahmen der Gebietsreform am 1. Juli 1972 aufgelöst und das Kreisgebiet größtenteils dem Haßberg-Kreis zugeschlagen. Aus dem südlichen Teil des Landkreises wurden die Gemeinden Baunach, Deusdorf, Dorgendorf, Gerach, Höfen, Lauter, Mürsbach, Priegendorf, Reckendorf und Reckenneusig dem Landkreis Bamberg und damit Oberfranken angegliedert. Die Gemeinden Bischwind und Heilgersdorf wurden dem Landkreis Coburg, ebenfalls in Oberfranken, zugeordnet.
Der Haßberg-Kreis wurde am 1. Mai 1973 in Landkreis Haßberge umbenannt.

### Bezirksamtmänner/-oberamtmänner bis 1938, Landräte ab 1939
- 1913–1926 Franz Seefried
- 1926–1930 Wilhelm August Kalb
- 1931–1938 Fritz Held
- 1939–1945 Max Bauer

## Einwohnerentwicklung
| Jahr | Einwohner | Quelle |
| ---- | --------- | ------ |
| 1864 | 19.792    | [ 7 ]  |
| 1885 | 19.849    | [ 8 ]  |
| 1900 | 18.613    | [ 9 ]  |
| 1910 | 19.300    | [ 9 ]  |
| 1925 | 19.481    | [ 10 ] |
| 1939 | 19.225    | [ 11 ] |
| 1950 | 27.553    | [ 12 ] |
| 1960 | 24.500    | [ 13 ] |
| 1971 | 26.600    | [ 14 ] |

## Gemeinden
Die Gemeinden des Landkreises Ebern vor der Gemeindereform: (Die Gemeinden, die es heute noch gibt, sind fett geschrieben.)

Landkreis Ebern, Gemeindegrenzenkarte von 1961

| frühere Gemeinde        | heutige Gemeinde  | heutiger Landkreis |
| ----------------------- | ----------------- | ------------------ |
| Albersdorf              | Ebern             | Landkreis Haßberge |
| Allertshausen           | Maroldsweisach    | Landkreis Haßberge |
| Altenstein              | Maroldsweisach    | Landkreis Haßberge |
| Appendorf               | Lauter            | Landkreis Bamberg  |
| Baunach                 | Baunach           | Landkreis Bamberg  |
| Bischwind a. Raueneck   | Ebern             | Landkreis Haßberge |
| Bischwind               | Seßlach           | Landkreis Coburg   |
| Bramberg                | Ebern             | Landkreis Haßberge |
| Breitbrunn              | Breitbrunn        | Landkreis Haßberge |
| Brünn                   | Ebern             | Landkreis Haßberge |
| Daschendorf             | Baunach           | Landkreis Bamberg  |
| Deusdorf                | Lauter            | Landkreis Bamberg  |
| Dorgendorf              | Baunach           | Landkreis Bamberg  |
| Dürrenried              | Maroldsweisach    | Landkreis Haßberge |
| Ebern (Stadt)           | Ebern             | Landkreis Haßberge |
| Eckartshausen           | Maroldsweisach    | Landkreis Haßberge |
| Eichelberg              | Ebern             | Landkreis Haßberge |
| Eyrichshof              | Ebern             | Landkreis Haßberge |
| Fischbach               | Ebern             | Landkreis Haßberge |
| Gerach                  | Gerach            | Landkreis Bamberg  |
| Gereuth                 | Untermerzbach     | Landkreis Haßberge |
| Gleusdorf               | Untermerzbach     | Landkreis Haßberge |
| Gückelhirn              | Maroldsweisach    | Landkreis Haßberge |
| Hafenpreppach           | Maroldsweisach    | Landkreis Haßberge |
| Heilgersdorf            | Seßlach           | Landkreis Coburg   |
| Hermannsberg            | Breitbrunn        | Landkreis Haßberge |
| Heubach                 | Ebern             | Landkreis Haßberge |
| Höfen                   | Rattelsdorf       | Landkreis Bamberg  |
| Hofstetten              | Königsberg i.Bay. | Landkreis Haßberge |
| Jesserndorf             | Ebern             | Landkreis Haßberge |
| Junkersdorf a.d.Weisach | Pfarrweisach      | Landkreis Haßberge |
| Kirchlauter             | Kirchlauter       | Landkreis Haßberge |
| Kraisdorf               | Pfarrweisach      | Landkreis Haßberge |
| Laimbach                | Reckendorf        | Landkreis Bamberg  |
| Lauter                  | Lauter            | Landkreis Bamberg  |
| Leuzendorf i.UFr.       | Burgpreppach      | Landkreis Haßberge |
| Lichtenstein            | Pfarrweisach      | Landkreis Haßberge |
| Lohr                    | Pfarrweisach      | Landkreis Haßberge |
| Losbergsgereuth         | Rentweinsdorf     | Landkreis Haßberge |
| Lußberg                 | Breitbrunn        | Landkreis Haßberge |
| Marbach                 | Maroldsweisach    | Landkreis Haßberge |
| Maroldsweisach          | Maroldsweisach    | Landkreis Haßberge |
| Memmelsdorf i.UFr.      | Untermerzbach     | Landkreis Haßberge |
| Mürsbach                | Rattelsdorf       | Landkreis Bamberg  |
| Neubrunn                | Kirchlauter       | Landkreis Haßberge |
| Neuses a.Raueneck       | Ebern             | Landkreis Haßberge |
| Obermerzbach            | Untermerzbach     | Landkreis Haßberge |
| Pettstadt               | Kirchlauter       | Landkreis Haßberge |
| Pfaffendorf             | Maroldsweisach    | Landkreis Haßberge |
| Pfarrweisach            | Pfarrweisach      | Landkreis Haßberge |
| Priegendorf             | Baunach           | Landkreis Bamberg  |
| Rabelsdorf              | Pfarrweisach      | Landkreis Haßberge |
| Recheldorf              | Untermerzbach     | Landkreis Haßberge |
| Reckendorf              | Reckendorf        | Landkreis Bamberg  |
| Reckenneusig            | Baunach           | Landkreis Bamberg  |
| Rentweinsdorf (Markt)   | Rentweinsdorf     | Landkreis Haßberge |
| Reutersbrunn            | Ebern             | Landkreis Haßberge |
| Rudendorf               | Ebelsbach         | Landkreis Haßberge |
| Salmsdorf               | Rentweinsdorf     | Landkreis Haßberge |
| Sendelbach              | Rentweinsdorf     | Landkreis Haßberge |
| Treinfeld               | Rentweinsdorf     | Landkreis Haßberge |
| Untermerzbach           | Untermerzbach     | Landkreis Haßberge |
| Unterpreppach           | Ebern             | Landkreis Haßberge |
| Voccawind               | Maroldsweisach    | Landkreis Haßberge |
| Vorbach                 | Ebern             | Landkreis Haßberge |
| Wasmuthhausen           | Maroldsweisach    | Landkreis Haßberge |
| Weißenbrunn             | Ebern             | Landkreis Haßberge |
| Welkendorf              | Ebern             | Landkreis Haßberge |
| Wüstenwelsberg          | Untermerzbach     | Landkreis Haßberge |

## Kfz-Kennzeichen
Am 1. Juli 1956 wurde dem Landkreis bei der Einführung der bis heute gültigen Kfz-Kennzeichen das Unterscheidungszeichen EBN zugewiesen. Es wurde bis zum 3. August 1974 ausgegeben. Seit dem 1. April 2014 ist es aufgrund der Kennzeichenliberalisierung wieder im Landkreis Haßberge erhältlich.